# 小原日登美
小原 日登美（おばら ひとみ（旧姓・坂本）、1981年〈昭和56年〉1月4日 - 2025年〈令和7年〉7月18日）は、日本の女子レスリング元選手。2012年ロンドンオリンピック女子レスリング48kg級・金メダリスト。
青森県八戸市出身。八戸工業大学第一高等学校-中京女子大学（現・至学館大学）卒。陸上自衛官（2021年4月現在の階級は3等陸佐）。選手として在籍していた自衛隊体育学校でコーチを務めていた。
女子レスリング48kg級の坂本真喜子は妹、現役男子フリースタイル70kg級坂本将典は弟、また女子レスリング67kg級の坂本襟はいとこである。身長155cm。

## 経歴
青森・八戸キッズでレスリングに取り組み、1998年に全国高校生選手権50kg級で優勝。1999年に全日本女子学生選手権51kg級と全日本選手権で優勝。2000年はアジア選手権で勝ったあと世界選手権で優勝。2001年に世界選手権連覇を達成した後、ひざの手術などで戦列を離れたが、2004年に復帰し、カナダカップとワールドカップで優勝した。2005年はワールドカップの出場を逃したものの、アジア選手権で優勝し、世界選手権で4年ぶりに優勝。全日本選手権でも勝利した。同年に第44期特体学生として自衛隊に入隊し自衛隊体育学校に所属する。2006年と2007年の世界選手権で連覇を達成。
坂本が所属する51kg級は北京オリンピックで実施されないため、北京オリンピックは55kg級で出場を目指し、2007年1月の全日本選手権で吉田沙保里と対戦したが完敗した。同年4月のジャパンクイーンズカップ準決勝で坂本が松川知華子に敗れ、吉田が優勝したため、同年9月開催の世界選手権の55kg級の代表は吉田に決まった。世界選手権で吉田が優勝し、北京オリンピックの代表に決定したため、坂本が北京オリンピックに出場する可能性は消えた。
2008年の世界選手権での優勝を最後に現役を引退した。11月11日、防衛大臣浜田靖一から女性自衛官としては初となる第1級賞詞と第1級防衛功労章が授与された。また、彩の国功労賞を受賞。現役引退後は妹真喜子の指導に当たっていたが、2009年12月26日、妹が結婚を機に競技生活から引退することを明らかにしたため、現役復帰を表明。48kg級でロンドンオリンピックを目指すこととなった。2010年9月に行われたレスリング世界選手権モスクワ大会で7度目の優勝を果たし、世界柔道選手権銅メダリストの國原頼子とともに防衛大臣北澤俊美から顕彰された。
2010年10月、元レスリング選手で海上自衛官の小原康司と結婚したことを公表すると共に現役も続行、夫は練習をビデオに撮るなどして坂本をサポートし続けた。2011年9月13日に登録名を結婚後の戸籍名である「小原日登美」に変更したことを発表した。同月、イスタンブールで開催された世界選手権で8度目の優勝。12月の全日本選手権でも優勝し、ロンドンオリンピック女子48kg級の日本代表選手に決定した。
2012年8月9日、ロンドンオリンピック女子48kg級で悲願の金メダルを獲得した。小原はまた、このオリンピックを最後に引退することを表明した。ロンドンオリンピックでの金メダル獲得により、防衛大臣森本敏から2度目の第1級賞詞が授与され、同年に青森県県民栄誉賞・八戸市民栄誉賞・彩の国スポーツ功労賞（2度目）・紫綬褒章も受章した。2度目の第1級賞詞受賞は、三宅義信以来史上2人目となる。
2022年9月に世界レスリング連合の殿堂入りを果たした。2025年1月に女子日本代表コーチに就任した。同年7月18日に死去した。訃報は翌19日に所属する自衛隊体育学校が明らかにしたが、死因は非公表とされる。44歳没。

## 人物
- 2012年、夫の小原康司と「いい夫婦 パートナー・オブ・ザ・イヤー」を受賞[13]。
- 激しい練習と減量の影響により現役時代は月経不順に苦しんだが[14]、治療を行い2014年10月に第1子を[15][16]、2016年に第2子を[14] 出産した。
- 2016年4月8日、埼玉県富士見市より「富士見市PR大使」の委嘱を受けることが発表された[17]。

## 著書
- 絆があれば、どこからでもやり直せる（2012年12月、カンゼン、ISBN 978-4862551627）小原康司と共著